# Phidolopora pacifica
Phidolopora pacifica is een mosdiertjessoort uit de familie van de Phidoloporidae. De wetenschappelijke naam van de soort is voor het eerst geldig gepubliceerd in 1908 door Robertson.